# لغات سامية غربية
اللغات السامية الغربية هي أحد القسمين الرئيسيين الذين تنقسم إليهما اللغات السامية. من الاقتراحات المقبولة بشكل واسع حالياً أن اللغات السامية تنقسم إلى فرعين رئيسيين: السامية الشرقية والسامية الغربية. والسامية الغربية تتفرع بدورها إلى فرعين: سامية جنوبية وسامية وسطى. السامية الجنوبية تنقسم إلى فرعين شرقية (العربية الجنوبية الحديثة) وغربية (عربية جنوبية قديمة، سامية إثيوبية). أما السامية الوُسطى فلها فرعان هما سامية شمالية غربية ولغة عربية واختلف في العربية فقال بعض علماء اللسانيات أنها سامية جنوبية ولا يزال الموضوع محل نقاش 

## النقش
اكتشفت نقوش مكتوبة بالسامية الغربية على أسطح صخور وقطع فخار في مناطق مختلفة توجد في مصر وفلسطين والأردن. محتوى وتاريخ ومكان هذه النقوش يَجعل علماء الآثار يعتقدون أن من كتبها هم كنعانيون، يتحدثون ويكتبون اللغة الكنعانية. ويعتقد بعض الباحثين أن لغة هذه النقوش واللغة الكنعانية البدائية لهما نفس الأسس مما يُرجح أن كتاب النقوش هم من الكنعانيين.